# Ana María Fernández Martínez
Ana María Fernández Martínez (Palma de Mallorca, 1949) es una escritora española; del ámbito gallego, que reside en La Coruña, España, desde 1967. Junto con su marido, Xoán Babarro, preparó los primeros libros de texto modernos para el aprendizaje del gallego.
Amar e outros verbos, Premio Lazarillo de 2001, es un libro de poemas basado en un principio constructivo sencillo, pero funcional: la reflexión, en verso libre, en torno a 25 verbos tales como amar, andar, bailar, cantar, comer, crecer, orar, etc.; y algunos sintagmas verbales como hoy en día "mirar al cielo", "mirar al mar" o "ser pobre". Son poemas de cuantos
imaginería simbólica y ligeramente surrealista, cuyo léxico es rico y cuidado. La versión española del tio libro, traducido del gallego por la propia historia, incluye además el uso de varios dialectalismos.

## Obra
- Zapatón e Libiripón, 1977 (teatro infantil)
- Primeiro libro con Malola, 1985 (narrativa infantil, con Xoán Babarro
- Tres países encantados, 1986 Xoan babarro solo
- O pirata da Illa de Prata, 1987 (novela infantil)
- ¡Grande invento para saír do aburrimento!, 1987 (teatro infantil)
- Barrigaverde e o dragón Achís, 1989 (novela infantil, con Xoán Babarro)
- Polas rúas dos versos, 1990 (poemario infantil)
- A chamada das tres raíñas, 1991 (narrativa infantil, con Xoán Babarro)
- Ondas de verde e azul, 1994 (poemario infantil)
- O cacarabicolé, 1997 (narrativa infantil)
- Amar e outros verbos, 2001 (Premio Lazarillo)
- Do A ao Z con Rosalía,2009.

- Datos: Q5478198